# Spekulatius

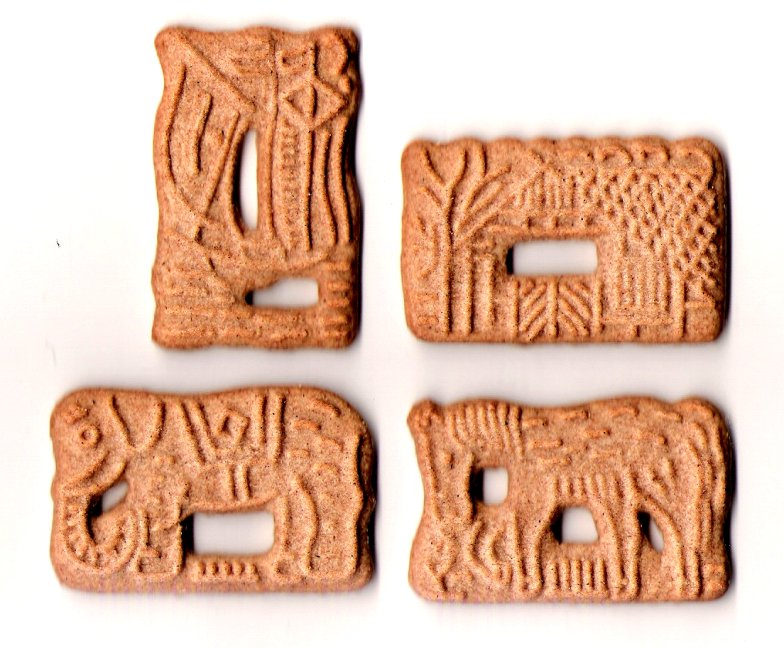
Verschiedene Spekulatiusmotive

Spekulatius ist ein flaches Formgebäck aus gewürztem Mürbeteig in Form von figürlichen Darstellungen. Die Herkunft des Gebäcks wird in Belgien und den Niederlanden vermutet; aber auch andere Regionen wie der Niederrhein oder Westfalen erheben teilweise Anspruch. Niederländisch wird es als Speculaas, französisch als spéculoos bezeichnet. Während der Spekulatius in den deutschsprachigen Ländern ein typisches und beliebtes – schon im Frühherbst erhältliches – Weihnachtsgebäck ist, wird er in den Niederlanden und in Belgien traditionell am Nikolaustag verzehrt, aber auch wie etwa in Indonesien – ehemals Niederländisch-Indien – ganzjährig angeboten.

## Etymologie
Die Herkunft der Bezeichnung Spekulatius  ist nicht sicher geklärt. Vom Niederdeutschen, insbesondere der ostfriesischen Sprache, ist Spikelātsje, Spekelātsje überliefert sowie in einer anderen Varietät im 19. Jahrhundert eine andere Variante. Diese gehen wohl auf ein in den Grenzgebieten zu den Niederlanden übernommenes niederländisch speculatie aus dem 18. Jahrhundert zurück und waren dort zunächst die Bezeichnung für ein plastisch gestaltetes Zuckerwerk, später für figürliches Gebäck. Latinisiert wurde es zu Spekulatius und später auch als Ableitung von lateinisch speculum ‚Spiegel, Abbild‘ gedeutet.
Der Volkskundler Dietmar Sauermann zitiert in seinem Buch Von Advent bis Dreikönig – Weihnachten in Westfalen: „Von den Mürbeteiggebäcken ist sie am meisten verbreitet, jedoch ist die Bezeichnung Spekulatius in den Mundarten entweder unbekannt oder erst in der jüngeren Zeit aus der Hochsprache übernommen worden“; so nannte man das Gebäck etwa in der Grafschaft Bentheim ‚Sünte-Klaos-Gut‘, im Märkischen ‚Tedelikkten‘ und im Siegerland ‚Konfekt‘. Insbesondere durch die zeitweilige Herrschaft der Oranier dort habe sich die Bezeichnung jedoch früh in Westfalen durchgesetzt.
Nach Wahrig verdankt Spekulatius dem Hl. Nikolaus seinen Namen, dessen lateinischer Beiname speculator ist und so viel wie „der Umherschauende, der Behüter“ bedeutet. Ursprünglich schenkte man es den Kindern am 6. Dezember. Eine andere Herleitung erkennt in den Namen das lateinische Wort speculum „Spiegelbild“ und bezieht dies auf die Model, die traditionell oft so gestaltet sind, dass kleine Figuren abgebildet werden. Die Volkskundlerin Gabi Grimm-Piecha sagte: „Der Begriff leitet sich wahrscheinlich von speculator ab, übersetzt Aufseher – was der lateinischen Bezeichnung für Bischof entspricht“ und in den Niederlanden ein Beiname des Hl. Nikolaus sei. „Das Gebäck wurde früher am Nikolaustag an Kinder geschenkt, das es wegen der teuren Gewürze, die im Spekulatius enthalten waren, etwas ganz besonderes war“.

## Formen, Zutaten und Herstellung
Der häufigste Spekulatius ist der Gewürzspekulatius, der durch die Gewürze Kardamom, Gewürznelke und Zimt seinen typischen Geschmack erhält. Daneben gibt es noch den Mandelspekulatius, der etwas dezenter gewürzt ist und neben einer größeren Menge Mandelmehl auch an der Unterseite vor dem Backen mit Mandelsplittern beschichtet wird. Ebenfalls beliebt ist der Butterspekulatius, der einen erheblichen Anteil Butter enthält. Niederländische und belgische Spekulatius haben ein charakteristisches Karamellaroma, das durch die Zugabe von Zucker mit hohem Melasse-Anteil („Basterdsuiker“) erreicht wird.
Der Teig wird vor dem Backen durch eine Form (Model) aus Holz oder Metall mit einem Motiv versehen. Die Abbildungen auf dem Gebäck stellen traditionell die Nikolausgeschichte dar, die durch Sortieren der Stücke anhand der Abbildungen erzählt werden konnte und etwa Motive wie Schiffe oder Pferde enthielten. Jedoch gibt es heute auch zeitgenössische belgische, niederländische oder deutsche Motive wie Bauernhäuser, Windmühlen, Schwäne oder Elefanten.
Die Herstellung war aufgrund der hohen Gewürzpreise bis nach dem Zweiten Weltkrieg recht teuer und das Gebäck für die breite Bevölkerung nicht immer erschwinglich. Es hatte den Ruf einer exotischen und wertvollen Spezialität.
Heute wird es industriell in verschiedenen Qualitätsstufen hergestellt. Die Dicke des Gebäcks schwankt je nach Qualität und Hersteller, feinere Produkte sind oft dünner. Das Gebäck ist typischerweise plattenförmig, rechteckig und platzsparend stapelbar. Es wurde früher oft einzeln aus Metalldosen heraus verkauft, wird heute aber meistens industriell hergestellt und abgepackt. Daneben gibt es die handwerklich hergestellten Produkte im Bäckereigewerbe.

## Sonstiges
Astronomen der Universität Lüttich (Belgien) haben ein Projekt zur Suche nach Exoplaneten um Rote Zwerge mit dem Apronym SPECULOOS (flämisch für Spekulatius) benannt.

## Galerie

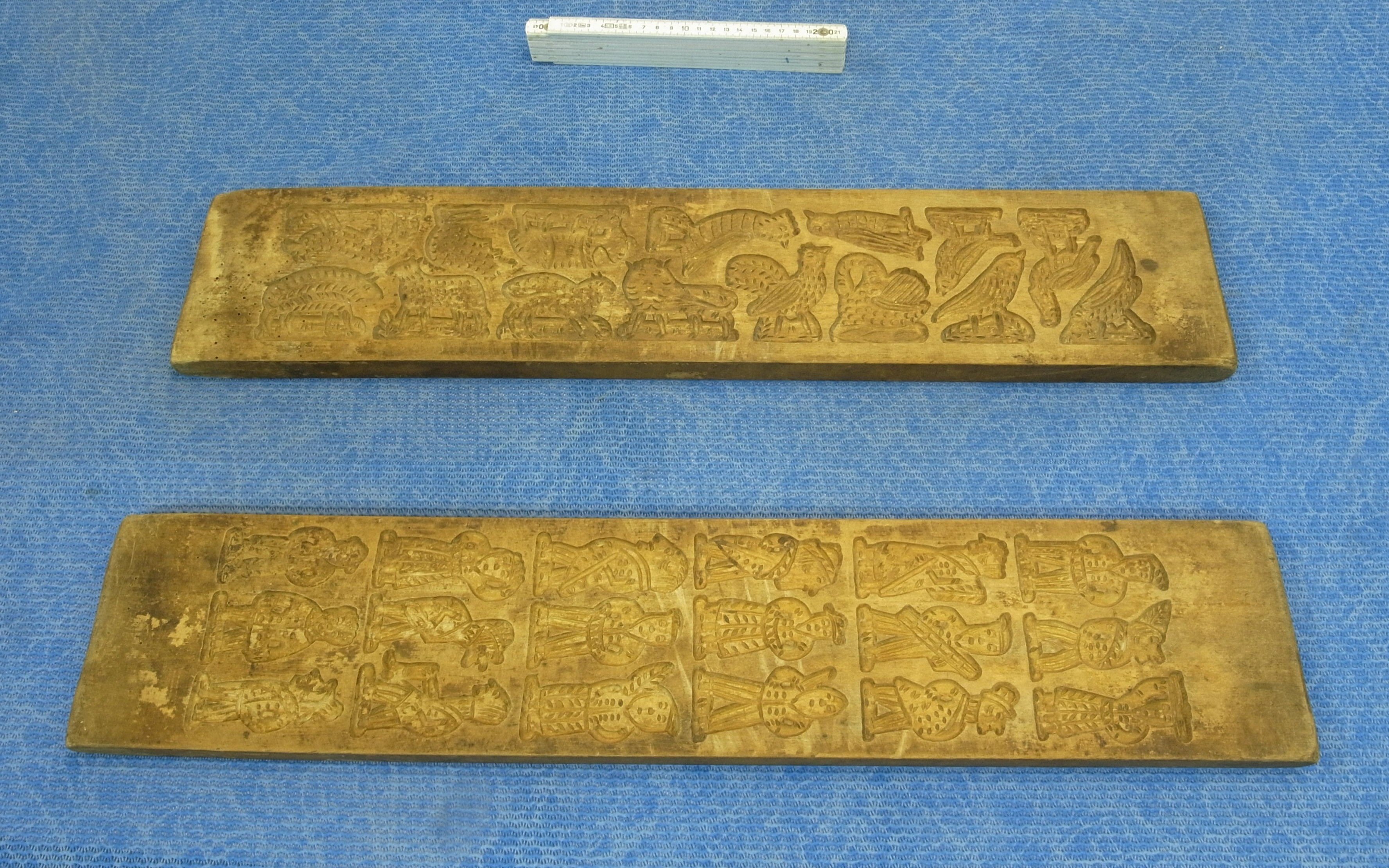
Spekulatiusform (ca. 1930)
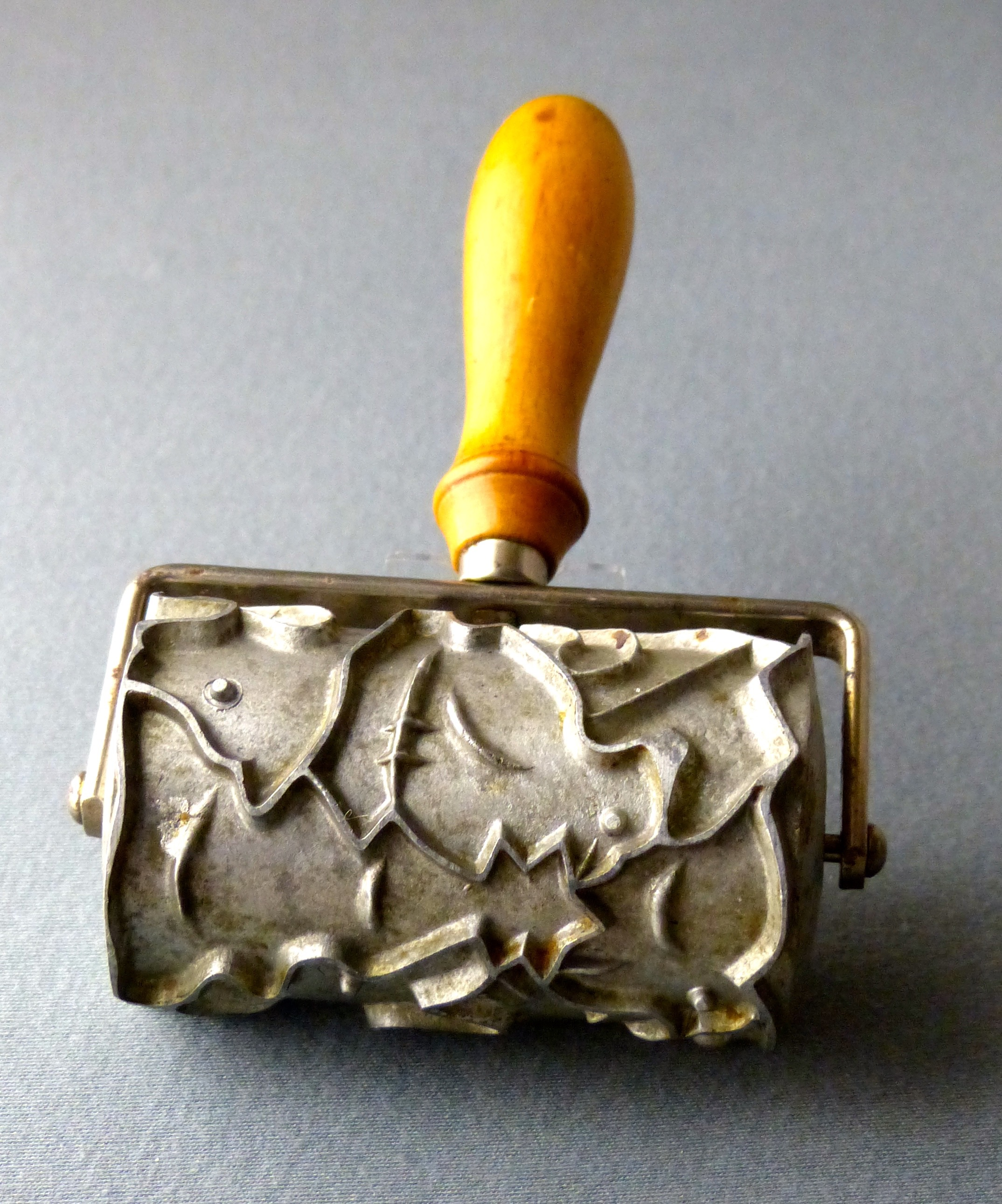
Spekulatiusrolle (um 1900)